# Truth (album)
Truth – debiutancki album studyjny brytyjskiego gitarzysty Jeffa Becka, jednakże w literaturze gatunku powszechnie klasyfikowany jako debiut The Jeff Beck Group. Materiał został zarejestrowany w składzie Jeff Beck (gitara elektryczna, gitara basowa, gitara akustyczna), Rod Stewart (śpiew), Ronnie Wood (gitara basowa) oraz Micky Waller (perkusja). Wydawnictwo ukazało się w sierpniu 1968 roku nakładem wytwórni muzycznej Epic Records. 23 czerwca 2000 roku płyta uzyskała status złotej w Stanach Zjednoczonych.

## Lista utworów
Opracowano na podstawie materiału źródłowego.
| Nr  | Tytuł utworu            | Autorzy                                     | Długość |
| --- | ----------------------- | ------------------------------------------- | ------- |
| 1.  | „Shapes of Things”      | Jim McCarty, Keith Relf, Paul Samwell-Smith | 3:22    |
| 2.  | „Let Me Love You”       | Jeffrey Rod                                 | 4:44    |
| 3.  | „Morning Dew”           | Bonnie Dobson                               | 4:40    |
| 4.  | „You Shook Me”          | Willie Dixon, J. B. Lenoir                  | 2:33    |
| 5.  | „Ol' Man River”         | Jerome Kern, Oscar Hammerstein II           | 4:01    |
| 6.  | „Greensleeves”          | Traditional                                 | 1:50    |
| 7.  | „Rock My Plimsoul”      | Jeffrey Rod                                 | 4:13    |
| 8.  | „Beck's Bolero”         | Jimmy Page                                  | 2:54    |
| 9.  | „Blues Deluxe”          | Jeffrey Rod                                 | 7:33    |
| 10. | „I Ain't Superstitious” | Willie Dixon                                | 4:53    |
|     |                         |                                             | 40:43   |

## Listy sprzedaży
| Lista         | Kraj              | Pozycja |
| ------------- | ----------------- | ------- |
| Billboard 200 | Stany Zjednoczone | 15      |